# Doğanca, Samsat
Doğanca là một xã thuộc huyện Samsat, tỉnh Adıyaman, Thổ Nhĩ Kỳ. Dân số thời điểm năm 2011 là 420 người.